# Fårskallevisor
Fårskallevisor är ett studioalbum med barnvisor av den svenska vissångerskan Turid Lundqvist och den finländske artisten M.A. Numminen, utgivet på Svenska Love Records (LRLP-236S) 1978. Albumet gavs ursprungligen ut på LP. Det har inte utkommit på CD. Alla låtar finns på Numminens album Pulla kasvaa - Jänismiehen ihan kaikki lastenlevyt.

## Låtlista
Sida A
1. "Romeo och Julia" – 3:04
2. "Radiosången" – 2:45
3. "Jag älskar människor" – 2:20
4. "Fårskallevisan" – 2:49
5. "När jag spelar på mitt dragspel" – 2:15
6. "Ödehusets barn" – 2:24
7. "Bässen och flickan" – 1:00

Sida B
1. "Fars och mors arbetsvisa" – 2:11
2. "Herr Hu" – 2:42
3. "En dag ska sommaren åka genom staden" – 2:57
4. "Människan på månen" – 2:06
5. "Han är han, I & II" – 2:28
6. "Jestanes Jemini!" – 0:24
7. "Småfolk och storverk" – 3:11